# Jaroslav Vandas
Jaroslav Vandas (* 17. března 1951) je český manažer a politik, v letech 2010 až 2013 poslanec za stranu ČSSD. Poslancem Poslanecké sněmovny Parlamentu České republiky byl zvolen ve volbách 2010 v Středočeském kraji.